# Wendell Mayes
Wendell Mayes (* 21. Juli 1919 in Hayti, Missouri; † 28. März 1992 in Santa Monica, Kalifornien) war ein US-amerikanischer Drehbuchautor.

## Biografie
Wendell Mayes begann seine Showkarriere als Schauspieler. Um für sich selber als Schauspieler zu werben, begann er, Drehbücher für das Fernsehen zu schreiben. Eines dieser Drehbücher für eine Episode von Kraft Television Theatre bekam so gute Kritiken, dass Regisseur Billy Wilder Mayes als Drehbuchautor für Lindbergh – Mein Flug über den Ozean verpflichtete. Mayes blieb in der Folgezeit diesem Fach treu. 1961 arbeitete er auch an einer deutschen Produktion (Spanische Legende) mit. Zwar war sein Ausstoß an Manuskripten mit knapp 20 Drehbüchern gering, doch hatte er mit diesen einen recht ansehnlichen Erfolg. 
Sein größter Erfolg war das Drehbuch zu Anatomie eines Mordes, der Adaption des gleichnamigen Romans von Robert Traver. Er gewann 1959 den NYFCC-Award des New York Film Critics Circle und wurde 1960 für den Oscar für das beste adaptierte Drehbuch und im gleichen Jahr für den WGA-Award der Writers Guild of America nominiert. Eine weitere Nominierung für den WGA-Award erhielt er 1979 für Die letzte Schlacht.
Im Alter von 72 Jahren verstarb Wendell Mayes am 28. März 1992.

## Filmografie (Auswahl)
- 1957: Lindbergh – Mein Flug über den Ozean (The Spirit of St. Louis)
- 1957: Die Spur zum Gold (The Way to the Gold)
- 1957: Duell im Atlantik (The Enemy Below)
- 1958: Schieß zurück, Cowboy (From Hell to Texas)
- 1958: Kampfflieger (The Hunters)
- 1959: Anatomie eines Mordes (Anatomy of a Murder)
- 1960: Land der tausend Abenteuer (North to Alaska) ungenannt
- 1961: Spanische Legende
- 1962: Sturm über Washington (Advise and Consent)
- 1965: Erster Sieg (In Harm's Way)
- 1965: Colonel von Ryans Express (Von Ryans Express)
- 1966: Das Hotel (Hotel)
- 1968: Der große Schweiger (The Stalking Moon)
- 1972: Revengers (The Revengers)
- 1972: Die Höllenfahrt der Poseidon (The Poseidon Adventure)
- 1974: Ein Mann sieht rot (Death Wish)
- 1974: Klauen wir gleich die ganze Bank (The Bank Shot)
- 1978: Die letzte Schlacht (Go Tell the Spartans)
- 1979: Ein Mann räumt auf (Love and Bullets)
- 1982: Monsignor
- 1982: Eine Frau für alle Fälle (Criminal Behaviour)